# No You Without Mountains, Without Sun, Without Sky
|  | Denne artikel er oprettet af botten Steenthbot ud fra en ekstern database. Den kan derfor have sproglige fejl eller mangler. Denne skabelon kan fjernes efter kontrol af indholdet. |

No You Without Mountains, Without Sun, Without Sky er en dansk eksperimentalfilm fra 2017 instrueret af Sissel Thastum.

## Handling
Wintu-folket i det nordlige Californien bruger de fire kardinalpunkter til at beskrive deres egen krop og position. En praksis, hvor selvet transcenderer egoet og står i relation til verden og de naturlige omgivelser: Intet selv uden bjerge, sol og himmel. Den filosofi er gået tabt i vor egen tid - den Antropocæne æra - hvor mennesket selv er altings (u)naturlige udgangspunkt, og hvor vores forhold til naturen er defineret af dominans og udbytning i et nærmest apokalyptisk omfang. Sissel Thastums audiovisuelle værk beskriver et forsøg på at vende tilbage til, eller måske på ny at udvikle, en bevidsthed om vores relation til den geologiske og biologiske verden.